# 檀道济
檀道济（4世纪？—436年4月9日），高平郡金乡县（今山东省金乡县）人，南北朝刘宋之名将，出生于京口（今江苏省镇江市），檀韶、檀祗之弟。東晉末年及刘宋初年將領，曾參與討伐盧循，滅後秦及元嘉北伐等戰役，既是開國元勳，亦屢立功勳，卻引來宰相劉義康與宋文帝的猜忌，最終被兩人下令誅殺。

## 生平

### 參與建義
檀道濟是檀韶最小的弟弟，由於父母早死，兄弟們都由堂叔檀憑之養育成人。元興三年（404年），劉裕在京口起兵討伐桓玄，檀道濟與檀韶、檀祗兩位兄長都有參與，並參劉裕建武軍事。隨後檀道濟隨同劉道規等西上追擊桓玄，雖不久桓玄敗死，但桓振仍然佔據江陵，並在夏口一帶布防防止自江州西上的劉道規等軍。檀道濟就參與劉毅進攻孟山圖所守的魯山城的行動，並成功攻下，配合其餘軍隊在偃月壘和江中的進攻，成功擊退桓楚軍。後檀道濟進至江陵，協助擊敗桓振，收復江陵，遂任輔國將軍劉道規參軍、南陽太守，並因功封吳興縣五等侯。
盧循之亂時，盜賊乘亂而起，作唐縣當時就有郭寄生等人作亂，檀道濟獲授揚武將軍、天門郡太守，領兵將之消滅。其時因盧循佔據江州，荊州與建康通訊斷絕，劉道規遂命王鎮之領檀道濟等領三千兵入援建康，但為後秦所派將領苟林所敗，不能前進。其時桓氏殘餘勢力的桓謙亦乘機進攻荊州，劉道規領軍提禦，檀道濟於枝江身先士卒，先陷其陣，協助劉道規擊敗桓謙，後亦參與消滅苟林。不久，盧循將徐道覆親攻江陵，檀道濟亦助劉道規擊敗他，成功保全荊州。盧循之亂期間，檀道濟戰功甚多，遂轉安遠護軍、武陵內史。後轉太尉劉裕參軍、中書侍郎以及寧朔將軍、參太尉軍事等職，並以功封作唐縣男，食邑四百。後又曾任劉裕的太尉主簿和諮議參軍。義熙十一年（415年），劉裕以長子劉義符為兗州刺史，鎮京口，讓檀道濟當他的司馬，領臨淮郡太守；次年劉義符轉豫州，檀道濟仍任其司馬，領梁國內史，不久劉義符再轉任徐兗二州刺史，檀道濟繼續當其司馬，並加冠軍將軍。

### 北伐建功

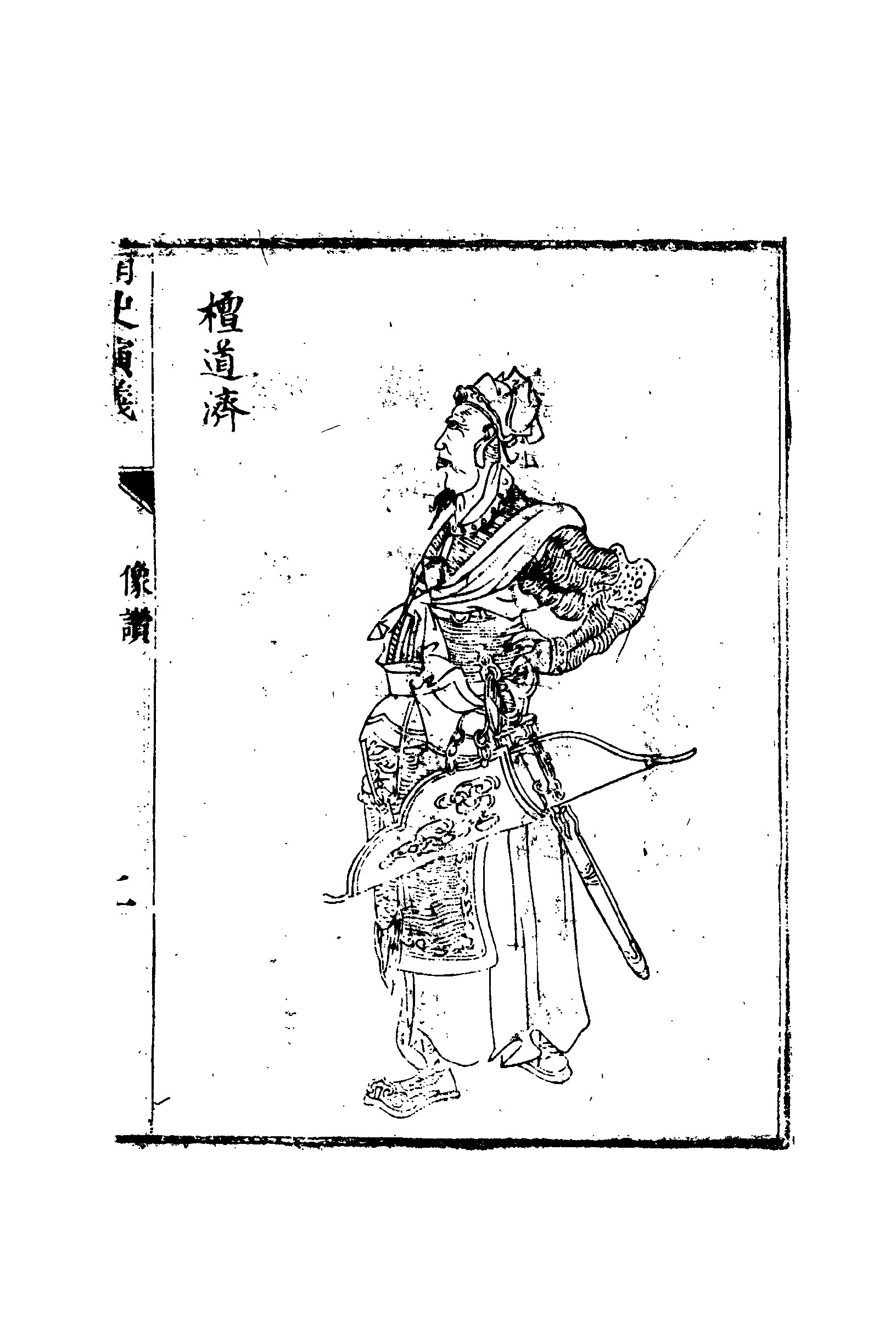
南史演義，檀道濟畫像

劉裕於義熙十二年（416年）北伐後秦，以檀道濟及王鎮惡等為前鋒，當時他們兵向許洛，各城都望風歸降，先後攻克新蔡、許昌等城，檀道濟在攻下洛陽時共俘四千多人，當時有人建議檀道濟殺光他們，將屍體堆起來，但檀道濟卻說：「伐罪弔民，正在今日」。將之全部釋放，於是令眾人歸心，相繼歸降。檀道濟及後和沈林子於陝北渡河，攻下襄邑堡，但無法攻下蒲阪，於是聽從沈林子所言與王鎮惡共攻潼關。守潼關的姚紹率兵出戰，但在檀道濟及沈林子奮力作戰之下則大敗，只好退屯定城，據險而守。不久大軍攻下長安，滅後秦，檀道濟轉征虜將軍、琅邪內史。後劉裕獲封宋公，建宋國，檀道濟任宋國侍中，領世子中庶子，兗州大中正。
永初元年（420年），劉裕篡晉即位，檀道濟轉護軍將軍，加散騎常侍，領石頭戍事，封永脩縣公，食邑二千。後以護軍將軍轉任丹陽尹。永初三年（422年）三月，劉裕患病，詔加檀道濟班劍二十人，檀道濟與太尉長沙王劉道鄰、司空徐羨之、尚書僕射傅亮、領軍將軍謝晦入侍醫藥。後檀道濟出監南徐兗之江北淮南諸郡軍事、鎮北將軍、南兗州刺史。五月，劉裕去世，檀道濟與徐羨之、傅亮及謝晦同受顧命，輔助宋少帝劉義符。少帝即位，進檀道濟為征北將軍，加散騎常侍，並加都督青州及徐州五郡軍事。

### 對抗北魏
同年冬，北魏乘劉裕去世的機會攻擊宋河南諸郡，虎牢及東陽二城同被魏軍攻擊，遣使告急，朝廷遂命檀道濟監征討諸軍事，與王仲德一同率兵救援。檀道濟至彭城時以兵力太少不足以分兩路援救，決定先行支援距離較近、兵力較弱的東陽城。叔孫建等人所領的圍城魏軍雖然急攻，但在青州刺史竺夔及守將垣苗堅守下仍勉強守住，而得知檀道濟將臨後，魏軍就燒毀攻城器具逃走，青州圍解。不過，叔孫建接著就去增援攻虎牢的魏軍，令虎牢形勢更為嚴峻，檀道濟想追，但軍中乏糧，延誤了行軍時間，沒能趕上，於是先停湖陸，裝治水軍。面對大量圍攻虎牢的魏軍，趕到附近的各路援軍都不敢前進，故最終虎牢還是失守，檀道濟亦只有回軍。
景平二年（424年），徐羨之、傅亮及謝晦要以與少帝不睦為由廢掉廬陵王劉義真，以免在廢黜少帝後由劉義真繼位，徐羨之也將圖謀告訴檀道濟，但檀道濟並不同意，多次勸阻但都不果。劉義真被廢後，徐羨之等人就準備廢黜少帝，於是讓檀道濟及王弘入朝，並將計劃告訴他們。將少帝廢黜並囚於吳郡後，時傅亮到荊州迎宜都王劉義隆到建康即位，在其到達以前就由檀道濟守衛朝堂。宋文帝劉義隆登位後進檀道濟為征北將軍，加散騎常侍，鼓吹一部，增都督青州徐州之五郡諸軍事。元嘉三年（426年），劉義隆誅殺徐羨之及傅亮，並命到彥之為前鋒討伐謝晦，並由檀道濟後繼。檀道濟一直和王弘交好，劉義隆即位後亦向王弘一派靠攏；不過在決定用檀道濟參與討伐謝晦時，劉義隆親信王華一度反對，劉義隆卻說：「道濟是跟隨別人的，當年都不是主謀者，只要任用時作出招撫，不會有事的」。到彥之軍隊本敗予謝晦，被逼退守隱圻，但檀道濟和他會合後軍勢甚盛，謝晦本以為檀道濟已和徐羨之等一同被誅，亦以此在軍中宣布，現在軍士突然看見檀道濟士氣大降，其鼎盛的軍隊亦令謝晦軍中再無鬥志，謝晦對檀道濟親自領軍前來亦無計可施，最終兵敗被擒。戰後，檀道濟遷都督江州荊州之江夏豫州之西陽新蔡晉熙四郡諸軍事、征南大將軍、開府儀同三司、江州刺史，持節，又獲增封千戶。
元嘉七年（430年），到彥之受命領導北伐，本來在北魏主動撤退下收復河南地，但在該年冬天就遭北魏反攻，洛陽、虎牢都失陷，朱脩之所守的滑臺遭圍攻。到彥之則見戰事不利，軍中有疾，自己眼疾又發，經已退兵，朝廷遂於元嘉八年（431年）加檀道濟都督征討諸軍事，率軍北伐以圖救援滑臺。檀道濟進軍時正遇叔孫建等人干擾，直到攻至濟上的二十多日間已打了三十多場戰事，檀道濟亦屢屢獲勝，更殺了北魏濟州刺史悉煩庫結，不過，攻到歷城時被叔孫建燒掉糧草，致令檀道濟無法繼續前進，終令滑臺糧盡陷落。

#### 唱籌量沙

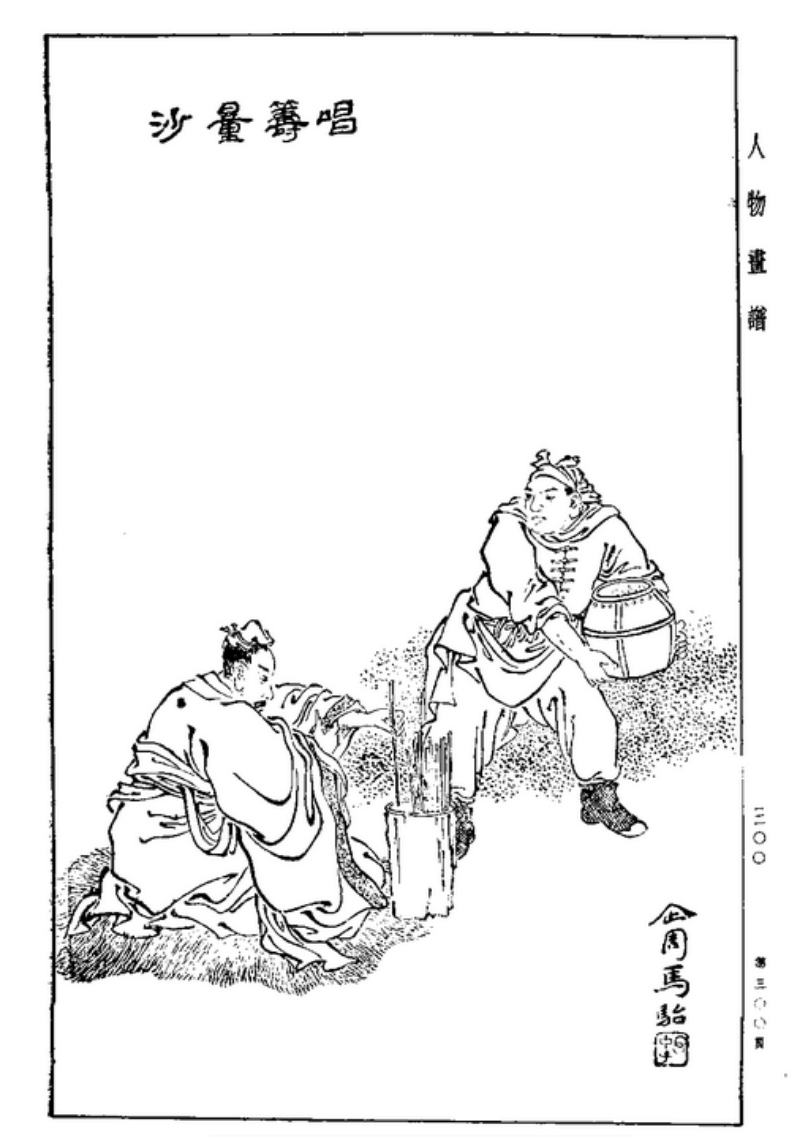
檀道濟唱籌量沙

檀道濟遂自歷陽還軍，但就有逃兵叛歸北魏並將軍中缺糧的事實告知魏軍，讓魏軍以大軍追擊。宋軍見魏軍來攻都十分恐懼，軍中不穩，而檀道濟則故意在夜間唱籌量沙，表面上是在數米糧，實質上袋子裝的都是沙土，只有最表面一層蓋上僅餘的白米，不過卻成功騙過了魏軍，至明早，魏軍認為宋軍糧食充足，放棄繼續追擊，並殺了那告密的逃兵。不過，當時魏軍兵勢甚盛，四面都有魏軍騎兵，相反檀道濟所領宋軍並不多，他就讓所有士兵整齊步走，自己則白衣坐在車上，領軍徐徐離開，讓魏軍以為宋軍設有伏兵而不敢進逼，於是成功脫離魏軍範圍，全軍而返。元嘉九年三月丁巳（432年4月28日），檀道濟獲進位司空，仍以原都督、刺史職還鎮尋陽。

### 自毀長城
檀道濟作為開國功臣，亦屢建戰功，威名很高，左右心腹亦是身經百戰的人，兒子們又有才氣，當時就有些人說：「怎知是不是司馬仲達」。而當時以執政彭城王劉義康為首的朝廷也很忌憚他。其時宋文帝劉義隆常常患病，更好幾次病得很重，劉義康就更怕一旦皇帝去世，就無法再駕馭檀道濟。元嘉十二年（435年），劉義隆又病重，適逢北魏又在北方有侵邊行動，在劉義康的建議下召檀道濟入朝，不過檀道濟到後劉義隆病情又好轉了。次年，檀道濟將要還鎮，連船也上了，但此時劉義隆又病發，劉義康於是矯詔召檀道濟入祖道，並在文帝的同意下，將之收付廷尉、宣稱謀反，在三月己未（436年4月9日）將他和兒子們共八人都處死，司空參軍薛肜、高進之亦被誅殺。檀道濟被捕時十分憤怒，雙目目光如火炬一般，飲酒一斛後將頭上巾幘丟在地上，說：「這是破壞了你的萬里長城呀！」
檀道濟與北魏作戰屢有戰功，令魏人亦十分畏懼他，更以他的畫像驅鬼。而當他們知道檀道濟被誅殺的消息後都十分高興，說：「道濟已經死了，南方人不足為懼了。」連南侵的頻率也高了。而後來劉義隆問心腹殷景仁：「誰可以代替檀道濟呀？」殷景仁答：「道濟因為多有戰功，故此就有威名，其他人只是沒機會累積戰功而已。」但劉義隆卻說：「不是呀，昔日李廣在，匈奴人都不敢南侵，他死後有多少人能像他那樣？」元嘉二十七年（450年），宋軍北伐前，老於軍事的沈慶之於廷議時反對北伐，並舉檀道濟、到彥之與魏軍作戰失利作鑑誡，但執意北伐的劉義隆卻故意說檀道濟「養寇自重」，不理沈慶之的意見。之後魏軍反攻，兵臨江北瓜步，更聲言渡江，逼得建康戒嚴，劉義隆登石頭城望敵，憂心地歎道：「若果道濟還在，怎會這樣！」足見他深感後悔，同時也承認了檀道濟的才幹功勳，而劉宋在檀道濟死後亦無力與北魏爭衡。

## 性格特徴

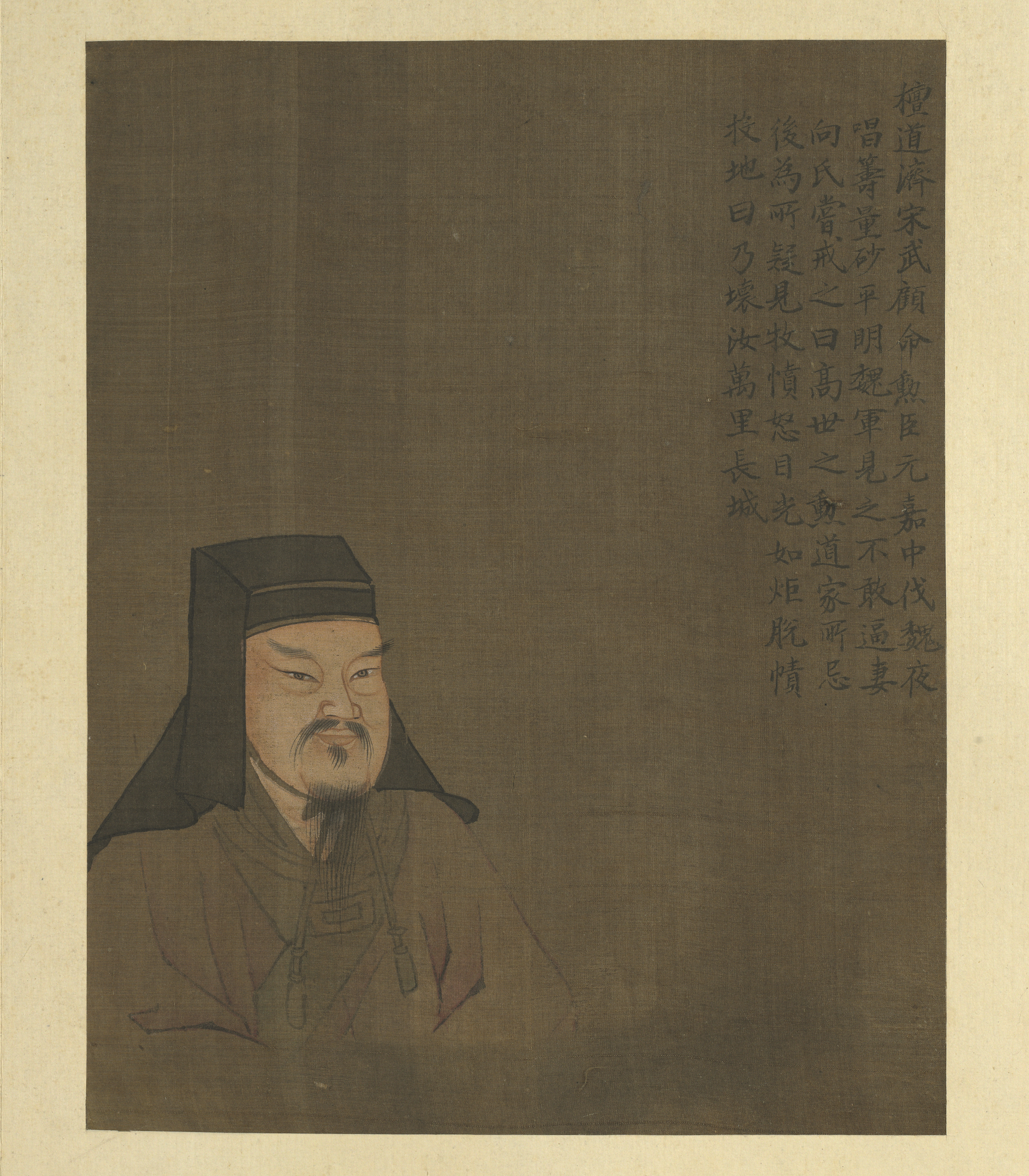
歷代聖賢半身像冊，檀道濟

- 檀道濟父母早死，但居喪期間亦盡禮。日後和兄姊相處亦以和謹見稱[3]。
- 廢少帝前夕，檀道濟到謝晦府中留宿，謝晦緊張得整夜也睡不著，但檀道濟一上床就熟睡了，謝晦遂對其甚為佩服[3]。

## 子女
- 檀植，給事黃門侍郎，與父同誅
- 檀粲，司徒從事中郎，與父同誅
- 檀隰，太子舍人，與父同誅
- 檀承伯，征北主簿，與父同誅
- 檀遵，秘書郎，與父同誅
- 檀夷，被誅
- 檀邕，被誅，有子檀孺獲免死
- 檀演，被誅

## 軼事
中國成語“三十六计，走为上计”，源自於檀道济，据《南齐书·王敬则传》：“檀公三十六策，走为上计，汝父子唯应走耳。”其生平事績亦生出「唱籌量沙」、「目光如炬」、「自毀長城」等成語。唐朝詩人劉禹錫亦有《經檀道濟故壘》詩。

## 注解
1. 1 2  《宋書·文帝紀》：「三月己未，司空、江州刺史檀道濟有罪伏誅。」
2. ↑  《晉書·檀憑之傳》：「從兄子韶兄弟五人，皆稚弱而孤，憑之撫養若己所生。」
3. 1 2 3 4 5 6 7 8  《宋書·檀道濟傳》
4. ↑  《宋書·宗室·劉道規傳》：「盧循寇逼京邑，道規遣司馬王鎮之及揚武將軍檀道濟、廣武將軍到彥之等赴援朝廷，至尋陽，為賊黨荀林所破。」《晉書·載記·姚興傳下》：「譙縱遣其侍中譙良、太常楊軌朝於興，請大舉以寇江東。遣其荊州刺史桓謙、梁州刺史譙道福率眾二萬東寇江陵。興乃遣前將軍苟林率騎會之。」
5. ↑  《資治通鑑·卷一一七》：「王镇恶、檀道济入秦境，所向皆捷。秦将王苟生以漆丘降镇恶，徐州刺史姚掌以项城降道济，诸屯守皆望风款附。惟新蔡太守董遵不下，道济攻拔其城，执遵，杀之。进克许昌，获秦颍川太守姚垣及大将杨业。……既而成皋、虎牢皆来降，檀道济等长驱而进。」
6. ↑  《宋書·檀道濟傳》：「逕進洛陽，偽平南將軍陳留公姚洸歸順。凡拔城破壘，俘四千餘人。議者謂應悉戮以為京觀。道濟曰：「伐罪弔民，正在今日。」皆釋而遣之。」
7. ↑  《資治通鑑·卷一一八》：「檀道济、沈林子自陕北渡河，拔襄邑堡，秦河北太守薛帛奔河东。又攻秦并州刺史尹昭于蒲阪，不克……沈林子谓檀道济曰：“蒲阪城坚兵多，不可猝拔，攻之伤众，守之引日。王镇恶在潼关，势孤力弱，不如与镇恶合势并力，以争潼关。若得之，尹昭不攻自溃矣。”道济从之。三月，道济、林子至潼关，秦鲁公绍引兵出战，道济、林子奋击，大破之，斩获以千数。绍退屯定城，据险拒守。」
8. ↑  《宋書·武帝紀》：「三月，上不豫。太尉長沙王道憐、司空徐羨之、尚書僕射傅亮、領軍將軍謝晦、護軍將軍檀道濟並入侍醫藥。」
9. ↑  《宋書·徐羨之傳》：「宮車晏駕，與中書令傅亮、領軍將軍謝晦、鎮北將軍檀道濟同被顧命」
10. ↑  《宋書·索虜傳》：「檀道濟至彭城，以青、司二州並急，而所領不多，不足分赴，青州道近，竺夔兵弱，先救青州。」
11. ↑  《宋書·索虜傳》：「虜眾盛，檀道濟諸救軍並不敢進。劉粹據項城，沈叔狸屯高橋。」
12. ↑  《宋書·武三王·廬陵王義真傳》：「而少帝失德，羨之等密謀廢立，則次第應在義真，以義真輕訬，不任主社稷，因其與少帝不協，乃奏廢之，」
13. ↑  《南史·檀道濟傳》：「上將誅徐羨之等，召道濟欲使西討。王華曰：『不可。』上曰：『道濟從人者也，曩非創謀，撫而使之，必將無慮。』
14. ↑  《資治通鑑·卷一二二》：「檀道济等进至济上，二十馀日间，前后与魏三十馀战，道济多捷。军至历城，叔孙建等纵轻骑邀其前后，焚烧谷草。道济军乏食，不能进。由是安颉、司马楚之等得专力攻滑台，魏主复使楚兵将军王慧龙助之。朱修之坚守数月，粮尽，与士卒熏鼠食之。辛酉，魏克滑台，执修之及东郡太守申谟，虏获万馀人。」
15. ↑  《南史·檀道濟傳》：「元嘉八年，到彥之侵魏，已平河南，復失之。道濟都督征討諸軍事，北略地，轉戰至濟上，魏軍盛，遂克滑台。道濟時與魏軍三十餘戰多捷，軍至歷城，以資運竭乃還。時人降魏者具說糧食已罄，於是士卒憂懼，莫有固志。道濟夜唱籌量沙，以所餘少米散其上。及旦，魏軍謂資糧有餘，故不復追，以降者妄，斬以徇。時道濟兵寡弱，軍中大懼。道濟乃命軍士悉甲，身白服乘輿，徐出周邊。魏軍懼有伏，不敢逼，乃歸。」
16. ↑  《宋書·文帝紀》：「九年春三月庚戌，衛將軍王弘進位太保，加中書監。丁巳，征南大將軍、江州刺史檀道濟進位司空。」
17. ↑  《南史·檀道濟傳》：「道濟立功前朝，威名甚重，左右腹心並經百戰，諸子又有才氣，朝廷疑畏之。時人或目之曰：『安知非司馬仲達也。』」
18. ↑  《建康實錄·卷十二》：「道濟威名甚重，見忌於彭城王。時帝久疾，欲先為之所，言於帝，諷入朝，留之累月。」
19. ↑  《魏書·島夷劉義隆傳》：「太延二年（436年）三月，義隆遣使會元紹朝貢。義隆忌其司空檀道濟，遂誅之。」；此外，學者周一良、祝總斌都認為殺檀道濟主要是宋文帝的意見，只是由劉義康執行而已，祝總斌對此論述最為清楚：「《南史》卷一五《檀道濟傳》側重在義康矯詔殺道濟。但如果宋文帝無其意，或其意不堅，即便當時礙于義康之情不予追究，後來義康、劉湛處死，也應給道濟平反。然文帝沒有這樣做，也沒有人提，可證原來殺道濟主要是文帝之意。」以上見周一良，〈劉義慶傳之「世路艱難」與「不復跨馬」〉，《魏晉南北朝史札記》（北京：中華書局，2007）；祝總斌，〈晉恭帝之死與宋初政爭〉(《中國古代史研究》，西安：三秦出版社，2006）。
20. 1 2  《南史·檀道濟傳》：「道濟見收，憤怒氣盛，目光如炬，俄爾間引飲一斛。乃脫幘投地，曰：『乃壞汝萬里長城。』」
21. ↑  《南史·檀道濟傳》：「魏甚憚之，圖之以禳鬼。」
22. ↑  《南史·檀道濟傳》：「魏人聞之，皆曰『道濟已死，吳子輩不足復憚』。自是頻歲南伐，有飲馬長江之志。
23. ↑  《資治通鑑》125：太子步兵校尉沈慶之諫曰：「我步彼騎，其勢不敵。檀道濟再行無功，到彥之失利而返。今料王玄謨等，未踰兩將，六軍之盛，不過往時，恐重辱王師。」上曰：「王師再屈，別自有由，道濟養寇自資，彥之中塗疾動。虜所恃者唯馬；今夏水浩汗，河道流通，汎舟北下，碻磝必走，滑臺小戍，易可覆拔。克此二城，館穀弔民，虎牢、洛陽，自然不固。比及冬初，城守相接，虜馬過河，即成擒也。」慶之又固陳不可。上使徐湛之、江湛難之。慶之曰：「治國譬如治家，耕當問奴，織當訪婢。陛下今欲伐國，而與白面書牛輩謀之，事何濟！」上大笑。
24. ↑  《南史·檀道濟傳》：「文帝問殷景仁曰：『誰可繼道濟？』答曰：『道濟以累有戰功，故致威名，餘但未任耳。』帝曰：『不然，昔李廣在朝，匈奴不敢南望，後繼者復有幾人？』二十七年，魏軍至瓜步，文帝登石頭城望，甚有憂色。歎曰：『若道濟在，豈至此！』」
25. ↑  宋代惠洪《冷斋夜话》：“三十六计，走为上计。”。

## 延伸阅读
[在维基数据编辑]
 《宋書·卷43》，出自沈约《宋书》
 《南史·卷15》，出自李延壽《南史》
 在维基共享资源阅览影像